# Église Saint-Antoine-le-Grand de Dzerjinsk
L'église Saint-Antoine-le-Grand (xрам преподобного Антония Великого) est une église orthodoxe à Dzerjinsk (Russie). Elle se trouve à l'intersection du contournement Zariovskaïa et de l'avenue Tchkalov, dans la partie nord de la ville. Elle dépend du doyenné de la Résurrection de l'éparchie de Nijni Novgorod. 

## Histoire et description
Un terrain est acquis en 2006 et le 2 novembre 2006 l'archevêque Georges de Nijni Novgorod bénit la croix dressée à l'emplacement de la future construction.
Les travaux commencent en juin 2007. Les fonds sont principalement réunis par Valery Artamonov, directeur général de la compagnie Tossol Synthèse («Тосол-Синтез»). L'autel principal est installé et consacré en avril 2009, au cours d'une visite de l'archevêque. Il est voué à saint Antoine le Grand, père du monachisme.
Une première liturgie pascale est célébrée le 4 avril 2010 par le recteur, le père Ilia Chitov. Plus d'une cinquantaine de paroissiens assistent à la veillée pascale au milieu des échaffaudages.
Les croix sont bénites le 24 août  et l'église est consacrée par l'archevêque Georges le 22 septembre 2010. La veille, l'iconostase à quatre niveaux est prête, dans le style académique par des maîtres de Nijni Novgorod.
L'école du dimanche pour la catéchisation des enfants commence le 14 novembre 2010.
L'église est à une coupole de style néo-russe avec une inspiration néo-byzantine pour le dôme.